# Beurawang (Jeumpa)
Beurawang is een bestuurslaag in het regentschap Bireuen van de provincie Atjeh, Indonesië. Beurawang telt 842 inwoners (volkstelling 2010).